# Clusiella impressinervis
Clusiella impressinervis là một loài thực vật có hoa trong họ Calophyllaceae. Loài này được Hammel mô tả khoa học đầu tiên năm 1999.